# Pützchen
Pützchen ist ein Ortsteil im Stadtteil Lückerath von Bergisch Gladbach. 

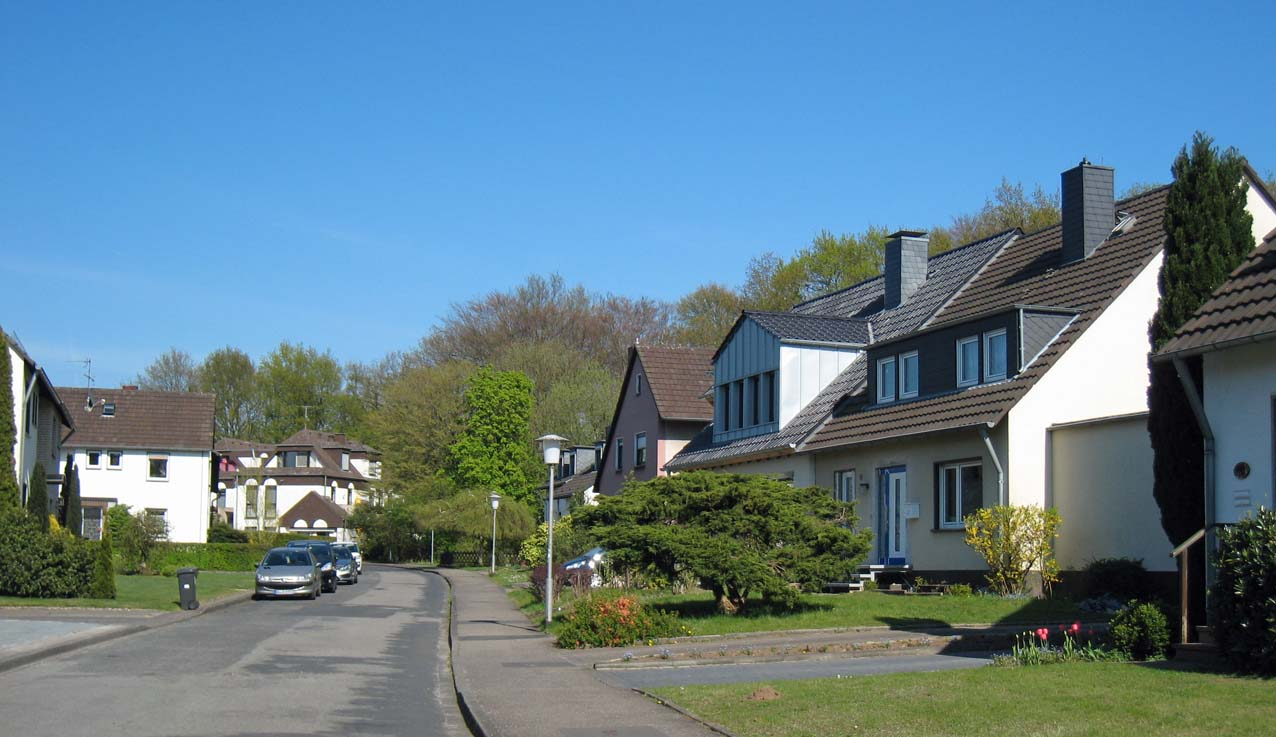
Häuser in Pützchen

## Geschichte
Der Name Pützchen entstand in Anlehnung an die Gewannenbezeichnung „Am heiligen Pützchen“, die im Urkataster westlich vom heutigen Lückerather Weg verzeichnet ist. Der Flurname bezeichnet die Stelle, von der aus die Zapfstelle am Fürstenbrünnchen mit natürlich kohlensaurem Wasser gespeist wurde.